# Birket (plaats)
Birket is een plaats in de Deense regio Seeland, gemeente Lolland, en telt 251 inwoners (2007).